# Cuộc vây hãm Bani Walid (2012)
Cuộc vẫy hãm Bani Walid từ tháng Chín đến tháng 10 năm 2012 khi lực lượng chính phủ tái chiếm thành phố từ tay dân quân nổi dậy.
Bani Walid, cách thủ đô Tripoli chừng 140 km về phía Đông Nam, là cứ địa vững chắc sau cùng của thành phần thân chế độ Moammar Gadhafi trong suốt thời gian tám tháng có cuộc nổi dậy và ngay cả sau khi chế độ bị lật đổ.
Ngày 23 tháng 10, nguồn tin từ cơ quan thông tấn nhà nước Libya ghi nhận có 13.000 gia đình đã phải di tản vì chiến cuộc.
Ngày 24 tháng 10, thành phần dân quân thân chính phủ Libya chiếm được trung tâm thành phố, tiếp theo các cuộc đụng độ dữ dội khiến hàng chục người thiệt mạng và hàng chục ngàn người khác phải rời bỏ nhà cửa đi lánh nạn.
Giới truyền thông hiện diện tại Bani Walid nhìn thấy các tay súng dân quân bắn chỉ thiên chào mừng việc chiếm được nơi này ngày 24 tháng 10. Các cột khói bốc cao ở khu vực bên ngoài phi trường, nơi các cuộc giao tranh vẫn còn tiếp diễn dù rằng có bản thông cáo của chính phủ loan tin hoàn toàn kiểm soát nơi này.